# Fatehpurí Masdžid
Fatehpurí masdžid (doslova Fatehpurská mešita, urdsky فتحپورِی مسجد‎, hindsky फ़तहपुरी मस्जिद) je mešita na západním okraji třídy Čándní čauk v indickém hlavním městě Dillí. 
Do mešity se vstupuje třemi vchody; jeden směřuje ze severní strany, ze třídy, kde se nachází tržiště s kořením, druhý ze strany jižní a třetí z ulice Čándní čauk. Stavba stojí na zhruba metr vysokém vyvýšeném prostranství.

## Opis stavby
Mešita byla vystavěna z červeného pískovce, stejně jako ostatní stavby mughalské architektury. Má malou kopuli obloženou bílým kamenem. Dva minarety se nachází na každé straně průčelí.
Nad centrálním obloukem (ívánem) se nacházejí v rozích dvě tradiční indické věže (čatrí). Věřící se modlí v otevřeném prostoru před íváném. Z každé strany od hlavního oblouku se v průčelí stavby nachází tři vícelaločné oblouky. Ty se poté objevují znovu ještě v samotném interiéru mešity – který je uspořádán obdobně, jako tradiční mughalský diwan, tedy v podobně otevřeného prostoru, popíraném sloupy. Prostor za ívánem je bohatě zdobený a dekorovaný.
V areálu mešity se nachází malé pohřebiště, kde jsou pochováni muslimští duchovní.

## Historie
Mešita byla zbudována v roce 1650 z iniciativy Fatehpurí Bégam, jedné z žen mughalského císaře Šáhdžahána, která byla původem z Fatehpuru Síkrí. Její jméno nese rovněž mešita, která je součástí komplexu Tádž Mahal v Ágře. Císařovy ženy navrhly celkem osm takových staveb, které byly v Dillí zbudovány. Během období britské koloniální nadvlády byla jedním ze symbolu odporu proti Britům, do které se zapojovali indičtí muslimové, kteří se zde potkávali.
Britská správa po velkém indickém povstání stavbu prodala v aukci za 19 tisíc rupií. Kupcem byl Rái Lála Čunnamál, který se ji rozhodl zachovat. V roce 1873 se ji pokusila poprvé odkoupit koloniální správa, nicméně neúspěšně. Až v roce 1877 ji získala, a to po návštěvně královny Viktorie. Budova byla obnovena jako mešita a mohla opět sloužit dillíským věřícím muslimské víry při příležitosti darbáru.
Existence hojně navštěvovaného svatostánku a vysoká míra koncentrace osob umožnily v blízkosti stavby vznik trhu s kořením, který je známý pod názvem Khárí Báolí.
Posledním imámem mešity je muftí Mukarram Ahmad, který zde vykonává službu již od roku 1971.
Historicky významná stavba na počátku 21. století je ve špatném technickém stavu, chátrá a zatéká do ní.